# Mallerenga funesta (Parus)
La mallerenga funesta (Parus cinereus) és una espècie d'ocell passeriforme que pertany a la família Pàrids pròpia del sud d'Àsia. Anteriorment es considerava coespecífic de la mallerenga carbonera (Parus major). La mallerenga funesta té l'esquena grisa i les parts inferiors blanques. Després de la darrera configuració, la mallerenga carbonera té l'esquena verdosa i les parts inferiors grogues. L'espècie s'estén per la regió indomalaya, el sud de l'Àsia central i el sud de la Xina.

## Descripció

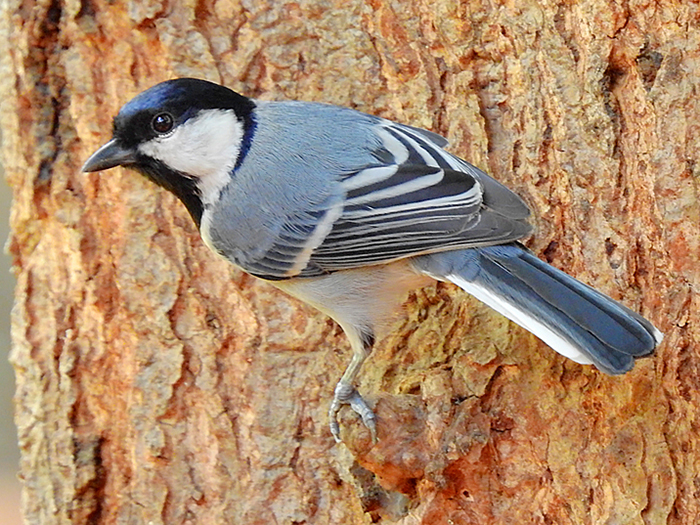
Es caracteritza per tenir el dors gris.

Com els altres membres del gènere, presenta el cap negre i manca de plomall al cap excepte una gran taca blanca a les galtes en forma gairebé semicircular, estenent-se el negre per la gola que continua amb una àmplia banda negra que recorre el centre de les parts inferiors. Es distingeix de la resta de congèneres per tenir l'esquena gris, i una llista blanca a les ales. Els laterals de les parts inferiors i els flancs són blancs. La llista negra ventral de les femelles és més estreta i d'un negre lleugerament menys intens. Les cobertores de la part superior de la cua són de color grisenc, mentre que les rectrius són majoritàriament negroses amb la punta blanca, menys les dues centrals. El cinquè parell de plomes de la cua són blanques amb el raquis negre i té una banda negra al vexil interior. Les plomes més exteriors de la cua són blanques amb el càlam negre. Les cobertores de la part inferior són negres al centre però blanques als costats.

## Taxonomia
Anteriorment es classificava dins de l'espècie Parus major, però per indicació d'estudis filogenètics, es van separar en aquesta espècie a totes les subespècies del sud d'Àsia amb l'esquena grisa en lloc de verdosa, tot i que quan encara són joves adults, puguin presentar una mica de verd a l'esquena i de groguenc a les parts inferiors. A més, en els experiments amb enregistraments, no responen als cants de la mallerenga carbonera encara que sí als crits d'alarma.
Les diferències entre subespècies es mostren principalment en el to de gris, l'extensió del blanc de la cua i en la mida, encara que la variació de mida és principalment clinal.
Es reconeixen dotze subespècies:
- P. c. ambiguus (Raffles, 1822) - es troba a la península malaia i Sumatra.
- P. c. caschmirensis (Hartert, 1905) - present a l'Himàlaia occidental (té una taca grisa al clatell).[7]
- P. c. cinereus (Vieillot, 1818) - la subespècie nominal que es dissemina per Java i les illes menors de la Sonda.
- P. c. decolorans (Koelz, 1939) - es troba al nord-est de l'Afganistan i nord-oest de Pakistan.
- P. c. hainanus (Hartert, 1905) - ocupa l'illa d'Hainan.
- P. c. mahrattarum (Hartert, 1905) - es troba als Ghats Occidentals i Sri Lanka.
- P. c. planorum (Hartert, 1905) - s'estén pel nord de l'Índia fins a Nepal, Bhutan, Bangladesh i l'oest i centre de Myanmar.
- P. c. sarawacensis (Slater, 1885) - endèmica de Borneo.
- P. c. stupae (Koelz, 1939) - es troba a l'Índia peninisular.
- P. c. templorum (Meyer de Schauensee, 1946) - s'estén des de Tailàndia al sud d'Indoxina.
- P. c. vauriei (Ripley, 1950) - ocupa el nord-est del subcontinent indi.[13]
- P. c. ziaratensis (Whistler, 1929) - ocupa el sud i centre de l'Afganistan i l'oest del Pakistan (és molt clara i blavosa, similar a P. m. bokharensis).[14]

## Comportament i ecologia

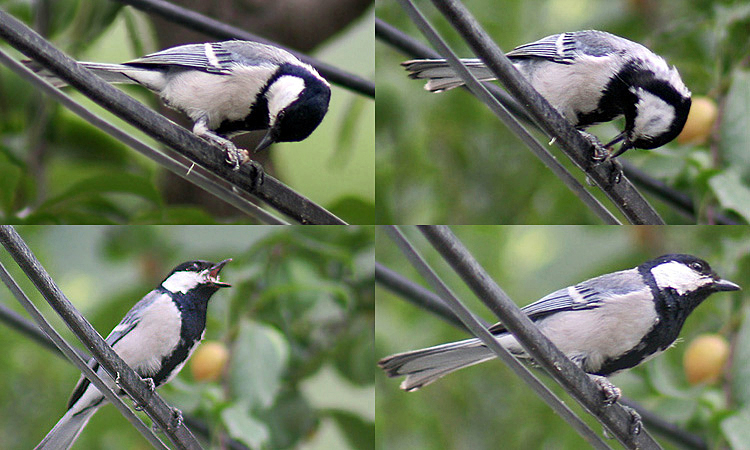
Seqüència de com s'alimenta ajudant-se de les potes.

Generalment es troben en parelles o en petits grups, i a vegades s'uneixen a esbarts mixts d'alimentació. S'alimenten d'insectes (principalment erugues, escarabats i xinxes) que capturen entre les branques i el fullatge i també consumeixen alguns fruits. De vegades usen les potes per subjectar els insectes mentre els esbocinen amb el bec. També encasten llavors dures a les esquerdes de les escorces dels arbres per partir-les picant-les amb el bec (registrat a la subespècie caschmirensis).
Els reclams són xiulets de tipus "titiwiisi...titiwiisi... witsi-siisii" o variants repetint tres o quatre vegades i seguides d'una pausa. Els cants són particularment persistents durant l'època de cria.
L'època de cria es produeix a l'estiu, però les dates varien al llarg de l'àmplia àrea de distribució. La posta normal consta de 4 a 6 ous (encara que se n'han registrat 9 en caschmirensis). Algunes parelles poden fer més d'una posta a l'any. Al sud de l'Índia i Sri Lanka l'època de cria es produeix de febrer a maig (principalment abans dels monsons) però també s'han observat nius de setembre a novembre. Solen situar el niu al buit dels arbres, en murs o als talussos de fang, en buits amb entrades estretes i que l'interior dels quals folren amb molsa, cabells i plomes. De vegades usen nius vells de picots o d'ocells barbuts d'Àsia. Els dos progenitors prenen part de la incubació i defensen del niu mitjançant un xiuxiueig si aquest és amenaçat. També poden dormir en cavitats com les del bambú tallat.
A l'Índia es registra una mena de puça, Ceratophyllus gallinae als nius.